# ハッピードリーム〜歌の贈りもの〜
『ハッピードリーム〜歌の贈りもの〜』（ハッピードリーム うたのおくりもの）は、東京宝くじドリーム館と大阪宝くじドリーム館で行われるステージショー、およびそれらを収録・不定期放送しているアール・エフ・ラジオ日本とラジオ関西の特別番組である。
ジャンボ宝くじの発売タイミングに合わせて行われるイベントで、おおむね平日のランチタイムに開催される。毎回演歌歌手を中心とするプロの歌手、地元の合唱団、演奏家などを3 - 5人（組）ほど招いてのミニライブとトークショーを行う。また、キャンペーンガール「宝くじ幸運の女神」がジャンボ宝くじのPRを行う。入場は無料で、事前応募も不要の自由観覧イベントである。